# Dance Dance Revolution
Dance Dance Revolution (ダンスダンスレボリューション Dansu Dansu Reboryūshon?), förkortat till DDR, och även känt som Dancing Stage (ダンシングステージ Danshingu Sutēji?) i Europa och Australasien, är en serie dansspel som spelas med fötterna på en tryckkänslig matta eller plattform.
Originalspelet utvecklades av Konami 1998 för den japanska arkadspelsmarknaden och har sedan dess dykt upp i en mängd olika versioner till flera olika format. Konsolversionerna av spelet spelas i regel på en dansmatta som kopplas in i konsolen som en vanlig handkontroll men det finns även rejälare plattformar för hemmabruk. I Europa heter serien Dancing Stage.
Det är också populärt att spela StepMania, som är ett av många (StepMania är förmodligen den kändaste simulationen idag) open source-dansspel till Windows, Linux och OS X. Till detta brukar man antingen en normal dansmatta som man ansluter till datorns USB-port (normalt sett via en konsolhandkontrollsurtag till USB-adapter), eller så använder man tangentbordet. Använder man en dansmatta är man en "pad-player". Att spela med en dansmatta är svårare, men å andra sidan är keyboard-låtarna mycket svårare.

## Arkadversioner
Det finns åtta olika arkadversioner av Dancing Stage:
- Dancing Stage (1999)
- Dancing Stage Internet Ranking
- Dancing Stage EuroMIX (1999)
- Dancing Stage EuroMIX Internet Ranking
- Dancing Stage EuroMIX 2 (2002)
- Dancing Stage Fusion (2005)
- Dancing Stage superNOVA (2006)
- Dancing Stage superNOVA2 (2007)

I Sverige finns det totalt ca 20 maskiner av olika versioner utspridda över landet.